# Bob Dylan (албум)
Bob Dylan је дебитантски студијски албум америчког кантаутора Боба Дилана, објављен 19. марта 1962  у издању издавача Columbia Records. Албум је продуцирао легендарни Џон Хамонд, који је раније потписао Дилана, одлука која је у то време била контроверзна. Албум првенствено садржи народне стандарде, али укључује и две оригиналне композиције, Talkin' New York и Song to Woody.